# Логвинов, Игорь Иосифович
Игорь Иосифович Логвинов (1933—2014) — советский и российский учёный-педагог, член-корреспондент РАО (1992).

## Биография
В 1953 году — окончил физико-математический факультет Ставропольского государственного педагогического института, затем преподавал в школах Ставрополья и Московской области.
С 1964 году — работал в институтах Академии педагогических наук РСФСР.
В 1992 году — защитил докторскую диссертацию и был избран членом-корреспондентом Российской академии образования.
С 1972 по 1974 годы — главный конструктор АСУ общеобразовательными школами, с 1973 по 1976 годы — ведущий разработчик подсистемы «Народное образование» АСПР Госплана СССР.
С 1979 по 1991 годы — создатель и многолетний руководитель Главного информационно-вычислительного центра Минпроса СССР и Гособразования СССР.
С 1978 по 1985 годы — параллельно с руководством вычислительным центром возглавлял в Институте психологии АПН СССР лабораторию математического моделирования психических процессов.
С 1980 по 1993 годы — соруководитель совместного российско-немецкого исследования по проблемам обучения в средних общеобразовательных школах.
С 1993 года — главный научный сотрудник Института теории образования и педагогики РАО.
Создатель нового направления в педагогике: использование математических методов и вычислительной техники в педагогических исследованиях и управлении народным образованием.
По данным вольного сетевого сообщества «Диссернет», являлся оппонентом кандидатской диссертации, защищенной в 2008 году, которая содержит масштабные заимствования, не оформленные как цитаты.

## Научные труды
- Наука и учебный предмет. (Некоторые вопросы теории учебного предмета). М., 1968;
- Моделирование процесса распознавания рукописных текстов. М., 1980;
- О реформе школы, пед. науке, заботах о просвещении народа, или Субъективные заметки заинтересованного лица о борьбе наших новаторов с нашими консерваторами. М., 1990 и др.